# Sínodo de Pistoia

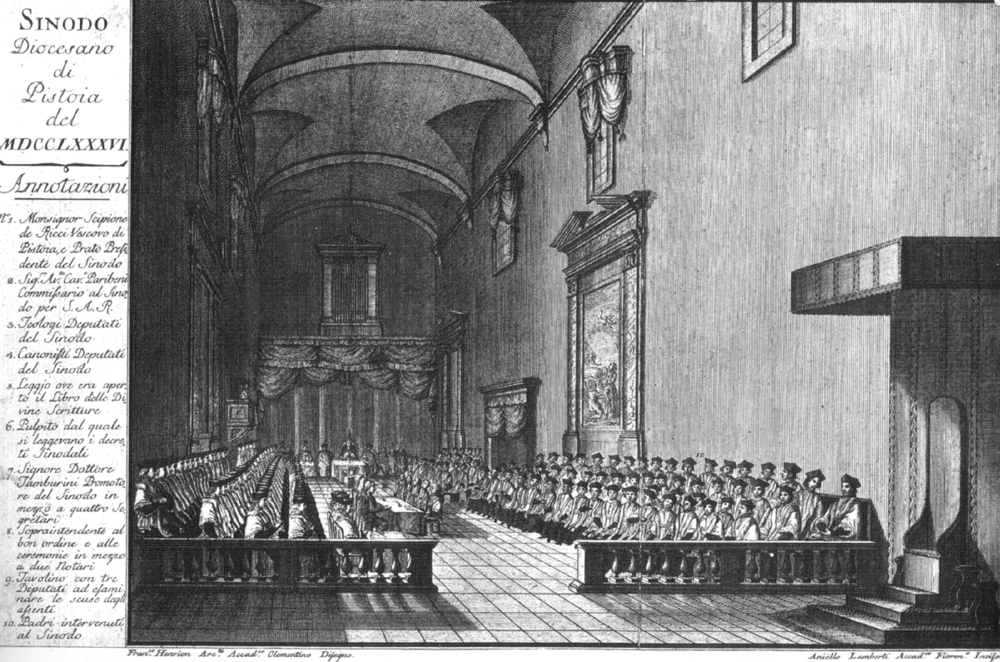
O Sínodo de Pistoia realizado na igreja de S. Benedetto, Pistoia, 1786

O Sínodo de Pistoia foi um sínodo diocesano realizado em 1786 na Igreja Católica da Diocese de Pistoia, então parte do território do Grão-Ducado da Toscana. Foi convocado pelo seu bispo Scipione de' Ricci sob o patrocínio e ativo apoio do Grão-Duque Leopoldo da Casa de Habsburgo-Lorena.
Entretanto, em 1787 o sínodo de bispos subsequente rejeitou os decretos de Pistoia, e em 1794 o Papa Pio VI condenou 85 deles, levando Ricci a retratar-se.

## Carta circular
Em 26 de janeiro de 1786, o Grão-Duque emitiu uma carta circular aos bispos da Toscana, sugerindo certas "reformas", especialmente no que tange à retomada da realização de sínodos diocesanos, à purgação dos missais e breviários de lendas, à afirmação da autoridade episcopal em detrimento da papal, à contenção dos privilégios das ordens monásticas e à melhoria da educação do clero.
Apesar da atitude hostil da grande maioria dos bispos toscanos, em 31 de julho de 1786 o bispo Ricci convocou um sínodo diocesano, que foi solenemente aberto em 18 de setembro. Ao convocar o sínodo, ele invocou a autoridade de Pio VI, que já havia recomendado previamente um sínodo como meio normal de renovação diocesana. Participaram 233 padres seculares beneficiados e 13 religiosos, decidindo com praticamente unanimidade uma série de decretos que, se implementados, implicariam mudanças drásticas na Igreja toscana, nas linhas defendidas por Febronio.

## Decretos
O primeiro decreto (Decretum de fide et ecclesia) declarou que a Igreja Católica não tinha o direito de introduzir novos dogma, mas apenas de preservar, em sua pureza original, a fé outrora transmitida por Cristo aos Seus apóstolos, sendo infalível somente na medida em que se conformasse à Sagrada Escritura e à verdadeira tradição; além disso, a Igreja era um corpo puramente espiritual e não detinha autoridade em assuntos seculares. Outros decretos denunciavam o suposto abuso das indulgências, dos festivais de santos e das procissões, propondo regulamentos revisados; outros, ainda, determinavam o fechamento de estabelecimentos aos domingos durante o serviço divino, a introdução da língua vernácula no rito romano, a emissão de edições de textos litúrgicos para uso devocional do povo com traduções paralelas na língua vernácula, e recomendavam a abolição de todas as ordens monásticas, exceto a de S. Bento, cujas regras deveriam ser harmonizadas com ideias modernas; às freiras era proibido fazer votos antes dos 40 anos. O último dos decretos propunha a convocação de um concílio nacional.

## Assembleia em Florença
Os decretos do sínodo foram emitidos juntamente com uma carta pastoral do bispo Ricci, e foram calorosamente aprovados pelo Grão-Duque, por instância do qual reuniu-se um sínodo dos bispos toscanos "nacional" em Florença em 23 de abril de 1787. Neste ponto, contudo, o plano estagnou. O temperamento desta nova assembleia, assim como sua composição, era completamente diverso. Os bispos recusaram-se a conceder palavra a indivíduos que não pertenciam à sua própria ordem, e, no final, os decretos de Pistoia foram apoiados por apenas três bispos.
Não obstante, como instrumento de propaganda em uma guerra ideológica, os atos do sínodo de Pistoia foram publicados em latim e italiano em Pavia, em 1788.
Pio VI encarregou quatro bispos, auxiliados por teólogos do clero secular, de examinar as resoluções de Pistoia, e designou uma congregação de cardeais e bispos para proferir julgamento sobre elas. Estes condenaram o sínodo e declararam oitenta e cinco de suas proposições como errôneas e perigosas. Os ensinamentos do sínodo foram finalmente condenados pela bula papal Auctorem fidei de 28 de agosto de 1794. De' Ricci, privado do apoio pessoal do Grão-Duque (que, entretanto, havia se tornado o Sacro Imperador Romano Leopoldo II), sob pressão de Roma e ameaçado com violência popular por ser suspeito de destruir relíquias sagradas, renunciou à sua diocese em 1791, vivendo em Florença como um cidadão privado até sua morte. Em maio de 1805, após o retorno do Papa Pio VII de Paris, ele assinou um ato de submissão à autoridade papal.

## Legado
A Igreja Católica Grega Melquita realizou um sínodo no Mosteiro de Qarqafe, em Beirute, em 1806, que ratificou e adaptou o Sínodo de Pistoia para a igreja melquita. A maioria dos padres do sínodo renunciou posteriormente à sua ratificação das proposições apresentadas e, em 1835, o Papa Gregório XVI condenou-os formalmente.